# Renato I Borromeo
Renato I Borromeo (Milano, 1º novembre 1555 – Arona, 19 agosto 1608) è stato un nobile e diplomatico italiano.

## Biografia

### Giovinezza

Grande stemma dei Borromeo

Figlio di Giulio Cesare Borromeo e di Margherita Trivulzio, Renato I nacque a Milano il 1º novembre 1555. Alla morte di suo padre nel 1572, sulla base del testamento da questi redatto appena l'anno precedente, ereditò oltre ai titoli della sua casata anche la carica di decurione nel Consiglio di Milano.

### Attività

Raffaello, Ritratto di Baldassarre Castiglione

Dopo aver studiato lettere e belle arti, legò subito il suo nome ad una serie di eventi brillanti che lo resero particolarmente noto nella società aristocratica milanese come nel caso dell'evento del gennaio del 1579 quando si pose a capo di una "mascherata" d'ispirazione rinascimentale, realizzata in collaborazione con Baldassarre Castiglione che poi la celebrò anche. Dopo la morte del cugino San Carlo Borromeo (che egli stesso personalmente assistette e di cui si occupò negli ultimi giorni di vita), venne chiamato dal governatore di Milano, Carlo d'Aragona Tagliavia, a ricoprire incarichi di rilievo nella politica del ducato venendo sfruttato per le sue naturali dote oratorie come ambasciatore.

### Matrimonio

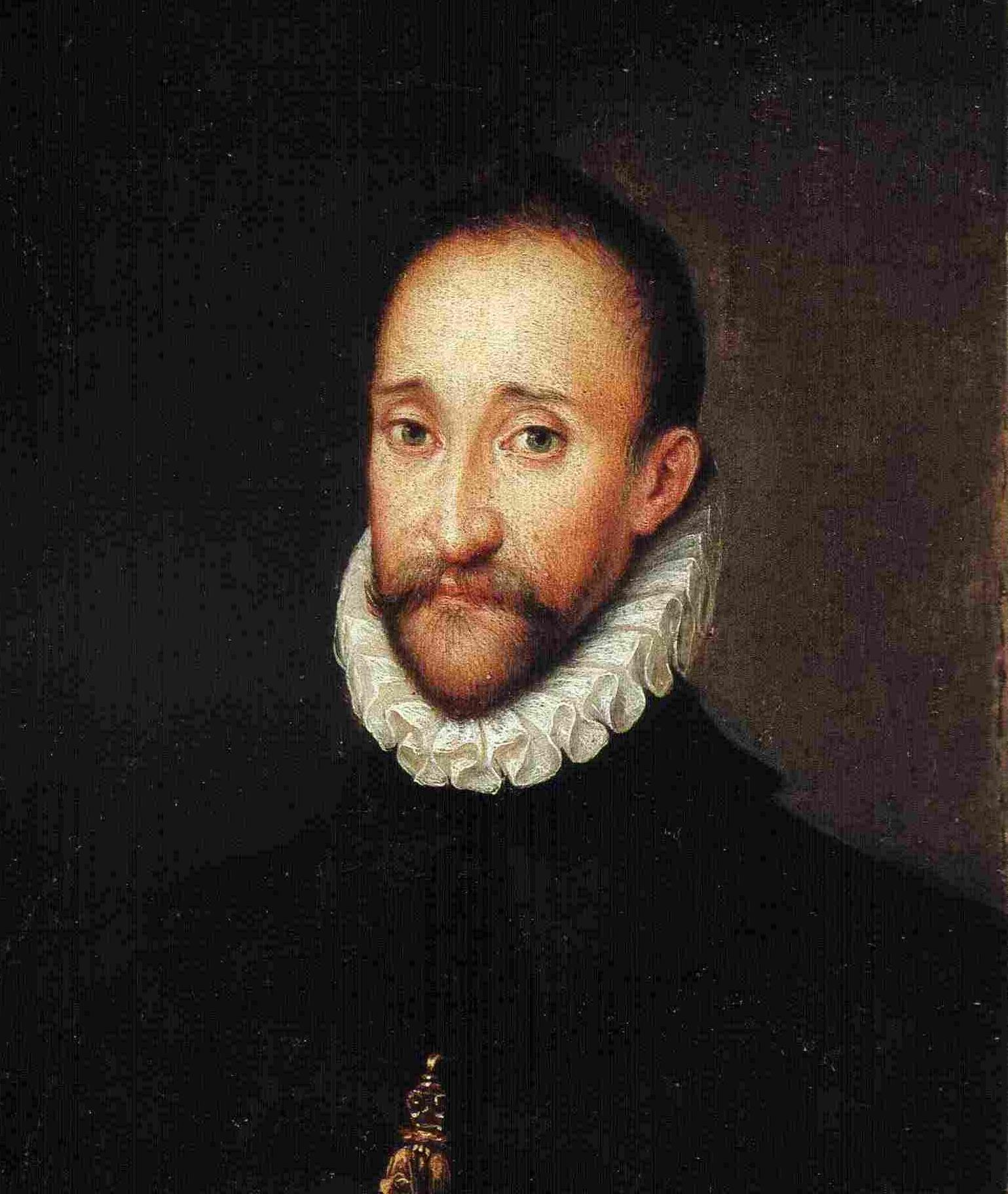
Ritratto del Duca Ottavio Farnese

Renato I sposò a Milano il 15 settembre 1579 Ersilia Farnese, figlia di Ottavio, Duca di Parma. Ella era discendente diretta di papa Paolo III e sorella del famoso Alessandro Farnese.

### Carriera politica
Venne pertanto inviato a Torino nel 1585 col fine di rappresentare lo Stato di Milano in occasione delle nozze tra il duca Carlo Emanuele I e la figlia secondogenita di re Filippo III di Spagna, Caterina. Dall'anno successivo, data la posizione dei domini della sua casata, Renato ottenne il titolo di "Sovrintendente dei territori del Lago Maggiore".

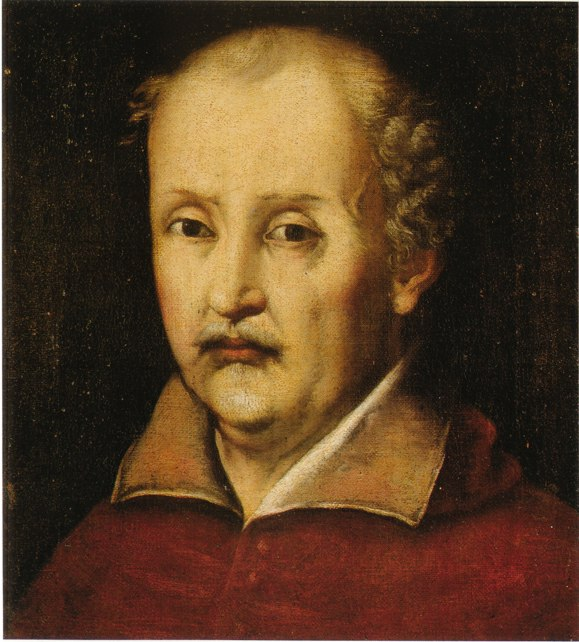
Cardinal Federico Borromeo

Nel 1587 si trasferì brevemente a Roma a seguito del fratello Federigo Borromeo, elevato alla porpora cardinalizia in quello stesso anno da papa Sisto V, città dove pure il Borromeo ebbe modo di farsi conoscere cosicché, tornato a Milano, ottenne nuove missioni diplomatiche di alta rappresentanza. Nel 1590, infatti, venne incaricato di ricevere in città l'arciduchessa Margherita d'Austria mentre questa si recava in viaggio per raggiungere l'infante di Spagna, futuro Filippo III di Spagna. Nel dicembre di quello stesso anno venne poi inviato a Roma per portare gli omaggi del ducato di Milano al nuovo pontefice eletto, Gregorio XIV, venendo ricevuto con tutti i più grandi onori. Federigo e Renato I rappresentavano all'epoca i massimi rappresentanti, l'uno presso la corte pontificia e l'altro presso quella di Milano, della politica filo-spagnola e per tale motivo nell'ottobre del 1591, a seguito della morte di Gregorio XIV ed in previsione dell'imminente conclave, Renato I venne prescelto ancora una volta come ambasciatore a Roma dove rimase sino al febbraio del 1592 quando venne eletto il nuovo pontefice, Clemente VIII, il quale lo incaricò nel suo viaggio di ritorno a Milano di volersi fermare alla corte di Parma e Piacenza per confermare al duca Ranuccio Farnese il possesso dei suoi territori (il Borromeo era infatti divenuto strettamente imparentato coi Duchi di Parma, avendo sposato Ersilia Farnese).
Tornato nel ducato, Renato I si dedicò quasi esclusivamente all'amministrazione dei propri possedimenti, organizzando una tassazione più equa e venendo incontro alle esigenze della popolazione di Domodossola per le spese sostenute a causa della peste. Pacificata la città, rafforzò il castello locale contro le pretese dei cantoni svizzeri che già all'epoca di suo padre avevano creato dei problemi.

### Ultimi anni e morte

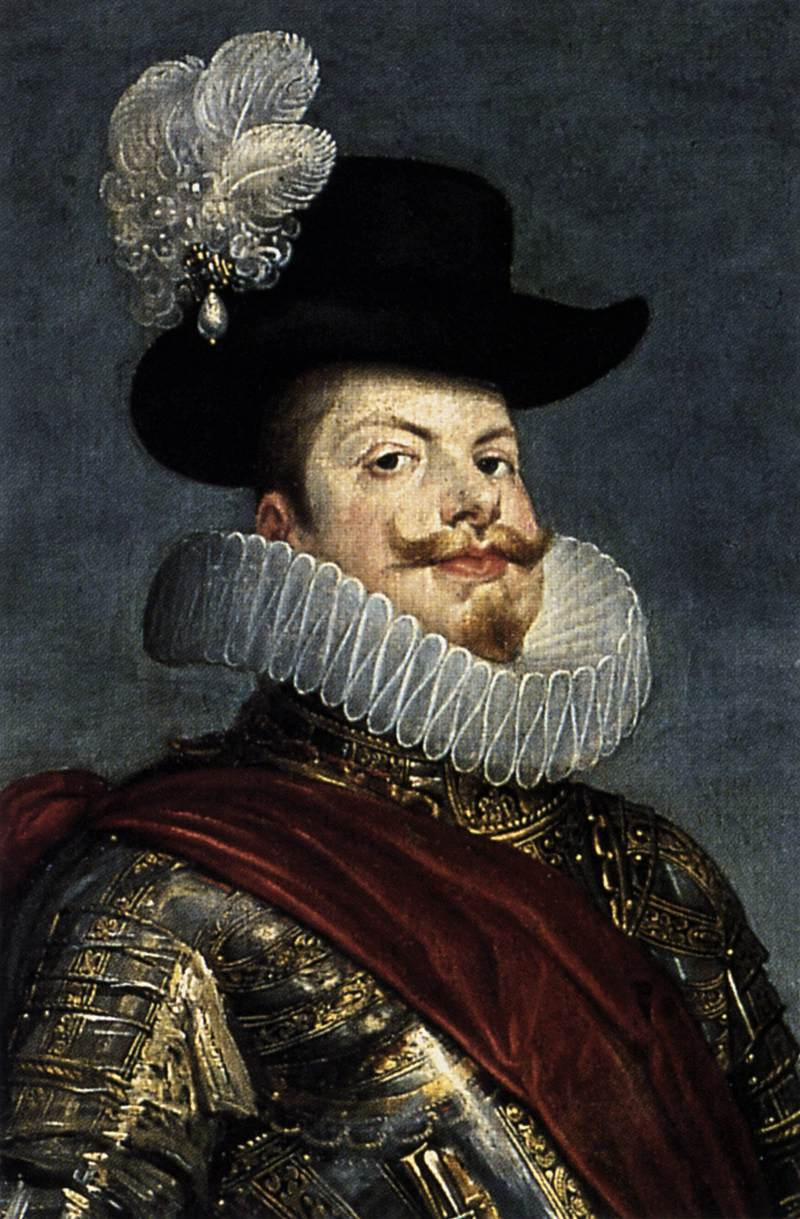
Filippo III di Spagna di Diego Velázquez

Nel 1591 ottenne da re Filippo II di Spagna il privilegio di comandare e mantenere una compagnia di uomini in arme al servizio della Spagna, mentre il suo successore Filippo III, il quale aveva avuto modo di conoscerlo nel 1598 con la sua ascesa al trono quando Renato I era stato inviato a Madrid come ambasciatore sempre per conto della città di Milano, fece ancora di più: il re di Spagna nominò infatti il Borromeo suo consigliere privato per gli affari della gestione della Lombardia e lo nominò nel contempo membro del Consiglio Segreto del Ducato di Milano. Il Borromeo venne impiegato un'ultima volta in ambasceria nell'autunno del 1600 quando venne inviato a Roma presso papa Clemente VIII per negoziare, dietro assenso di Filippo III, la Pace di Lione poi siglata nel gennaio del 1601 tra la Francia ed il Ducato di Savoia.
Morì ad Arona il 19 agosto 1608.

## Discendenza
Renato I e la duchessa Ersilia Farnese ebbe i seguenti figli:
- Giovanni (m. 1613), conte di Arona
- Isabella (1581-1602), sposò Federico Rossi, marchese di San Secondo
- Margherita (1582-1588)
- Carlo (1586-1652), conte di Arona, sposò Isabella D'Adda
- Giulio Cesare (1598-1638), sposò Giovanna Cesi
- Maria (1590-1638); sposò il marchese Giovanni Ambrogio D'Adda
- Caterina Lucia (1594-1625)
- Giustina (m. 1615), sposò Francesco I Gallio, III duca di Alvito

## Ascendenza
|                            |                     |                            | Genitori                     |  |  | Nonni |  |  | Bisnonni         |  |  | Trisnonni         |  |
|                            |                     |                            |                              |  |  |       |  |  | Giberto Borromeo |  |  | Giovanni Borromeo |  |
|                            |                     |                            |                              |  |  |       |  |  | Giberto Borromeo |  |  | Giovanni Borromeo |  |
|                            |                     | Maria Cleofe Pio           |                              |  |  |       |  |  | Giberto Borromeo |  |  |                   |  |
| Federico Borromeo          |                     |                            |                              |  |  |       |  |  | Giberto Borromeo |  |  |                   |  |
|                            |                     | Margherita di Brandeburgo  | Fritz di Brandeburgo         |  |  |       |  |  |                  |  |  |                   |  |
|                            |                     | Margherita di Brandeburgo  | Fritz di Brandeburgo         |  |  |       |  |  |                  |  |  |                   |  |
|                            |                     | Margherita di Brandeburgo  | …                            |  |  |       |  |  |                  |  |  |                   |  |
| Giulio Cesare Borromeo     |                     | Margherita di Brandeburgo  |                              |  |  |       |  |  |                  |  |  |                   |  |
|                            |                     | Galeazzo Visconti di Somma | Guido Visconti di Somma      |  |  |       |  |  |                  |  |  |                   |  |
|                            |                     | Galeazzo Visconti di Somma | Guido Visconti di Somma      |  |  |       |  |  |                  |  |  |                   |  |
|                            |                     | Galeazzo Visconti di Somma | Leta Manfredi                |  |  |       |  |  |                  |  |  |                   |  |
| Veronica Visconti di Somma |                     | Galeazzo Visconti di Somma |                              |  |  |       |  |  |                  |  |  |                   |  |
|                            |                     | Antonia Mauruzi            | Niccolò Mauruzi da Tolentino |  |  |       |  |  |                  |  |  |                   |  |
|                            |                     | Antonia Mauruzi            | Niccolò Mauruzi da Tolentino |  |  |       |  |  |                  |  |  |                   |  |
|                            |                     | Antonia Mauruzi            | Lucia Castiglioni            |  |  |       |  |  |                  |  |  |                   |  |
| Renato I Borromeo          |                     | Antonia Mauruzi            |                              |  |  |       |  |  |                  |  |  |                   |  |
|                            | Francesco Trivulzio | Antonio Trivulzio          |                              |  |  |       |  |  |                  |  |  |                   |  |
|                            | Francesco Trivulzio | Antonio Trivulzio          |                              |  |  |       |  |  |                  |  |  |                   |  |
|                            | Francesco Trivulzio | Franceschina Visconti      |                              |  |  |       |  |  |                  |  |  |                   |  |
| Renato Trivulzio           | Francesco Trivulzio |                            |                              |  |  |       |  |  |                  |  |  |                   |  |
|                            |                     | Margherita Grassi          | Tommaso Grassi               |  |  |       |  |  |                  |  |  |                   |  |
|                            |                     | Margherita Grassi          | Tommaso Grassi               |  |  |       |  |  |                  |  |  |                   |  |
|                            |                     | Margherita Grassi          | …                            |  |  |       |  |  |                  |  |  |                   |  |
| Margherita Trivulzio       |                     | Margherita Grassi          |                              |  |  |       |  |  |                  |  |  |                   |  |
|                            |                     | Lancillotto Borromeo       | Giovanni Borromeo            |  |  |       |  |  |                  |  |  |                   |  |
|                            |                     | Lancillotto Borromeo       | Giovanni Borromeo            |  |  |       |  |  |                  |  |  |                   |  |
|                            |                     | Lancillotto Borromeo       | Maria Cleofe Pio             |  |  |       |  |  |                  |  |  |                   |  |
| Isabella Borromeo          |                     | Lancillotto Borromeo       |                              |  |  |       |  |  |                  |  |  |                   |  |
|                            |                     | Lucia Adorno               | Agostino Adorno              |  |  |       |  |  |                  |  |  |                   |  |
|                            |                     | Lucia Adorno               | Agostino Adorno              |  |  |       |  |  |                  |  |  |                   |  |
|                            |                     | Lucia Adorno               | Giustina Spinola             |  |  |       |  |  |                  |  |  |                   |  |
|                            |                     | Lucia Adorno               |                              |  |  |       |  |  |                  |  |  |                   |  |